# Verőcemaros
Verőcemaros Pest megyei község 1974. december 31-én jött létre a Dunakanyarban elhelyezkedő két szomszédos község, Kismaros és Verőce egyesítésével. 1990. január 1-jén a két település ismét különvált.
Verőcemarost 1975. január 3-ával nagyközséggé nyilvánították. 1977. április 1-jétől közös tanácsa volt, először Szokolya, majd 1978. december 31-étől Kóspallag is társközségként csatlakozott hozzá. Verőcemaros megszűnésekor, 1990. január 1-jével az addigi nagyközségi közös tanács helyett Verőcén és Szokolyán önálló községi tanács, Kismaroson pedig Kóspallaggal közös községi tanács alakult.
Verőcemaros 1983. december 31-éig a Váci járáshoz tartozott, azt követően pedig a Váci városkörnyékhez.
Verőce és Kismaros a 2013-ban kialakított járási beosztás szerint a Szobi járáshoz tartozik.